# Sinibrama melrosei
Sinibrama melrosei är en fiskart som först beskrevs av Nichols och Pope 1927.  Sinibrama melrosei ingår i släktet Sinibrama och familjen karpfiskar. Inga underarter finns listade i Catalogue of Life.